# Philippe Pétain
Philippe Petain (24. april 1856 – 23. juli 1951) var fransk officer og politiker. 
Under 1. verdenskrig indlagde han sig stor fortjeneste ved at standse det tyske stormløb mod fæstningen Verdun, og i 1917 lykkedes det ham at neddæmpe et mytteri i den franske hær, som kunne være blevet skæbnesvangert. Han gik i modsætning til mange af sine officerskolleger ind for en defensiv strategi. Det indbragte ham stor popularitet, idet den offensive doktrin havde kostet Frankrig dyrt. 
Den defensive holdning videreførte han i mellemkrigstiden, hvor han var medvirkende ved anlæggelsen af Maginot-linjen. Han deltog i det yderste højres konspirationer mod republikken. 
Da 2. verdenskrig brød ud i 1939, var han ambassadør i Spanien, men efter den tyske offensiv mod Frankrig i maj 1940 og Frankrigs militære sammenbrud blev han kaldt hjem og udnævnt til viceministerpræsident. Han anså krigen for tabt, og i juni blev han ministerpræsident og anmodede om våbenhvile. I juli 1940 gav nationalforsamlingen ham som marskal af Frankrig fuldmagt til at udarbejde en ny forfatning og opløsning af den Tredje Republik. 
Pétain blev statschef og stod fra nu af sammen med ministerpræsidenten Pierre Laval i spidsen for den autoritære Vichy-regeringen i nært samarbejde med Tyskland. Pétains tilhængere, som han havde mange af også efter den 2. verdenskrig, hævdede, at hans hensigt kun havde været at forsvare franske interesser og at føre Frankrig uskadt gennem krigen. Vichy-regeringen medvirkede aktivt til deportationer af jøder til udryddelseslejre og tvangsudskrivning af franske arbejdere til Tyskland.[kilde mangler]
Da tyskerne opgav Frankrig i eftersommeren 1944, tog de Pétain med sig til Tyskland, men i 1945 vendte han frivilligt tilbage til Frankrig. Under retsopgøret blev han dømt til døden, hvilket dog blev ændret af Pétains efterfølger, lederen af den provisoriske regering for den franske republik Charles de Gaulle, til livsvarigt fængsel på grund af hans høje alder. Han døde seks år senere i fængslet.
1. ↑  Navnet er anført på bokmål og stammer fra Wikidata hvor navnet endnu ikke findes på dansk.
2. ↑  Navnet er anført på bokmål og stammer fra Wikidata hvor navnet endnu ikke findes på dansk.